# Зайн (буква арабского алфавита)
Зайн  (араб. زاى‎, также «зай») — одиннадцатая буква арабского алфавита. В персидском алфавите называется «зэ». Используется для обозначения звука [z]. Относится к солнечным буквам.

## Соединение
Стоящая отдельно и в начале слова Зайн пишется, как ﺯ; в конце слова — ـز.

## Абджадия
Букве соответствует число 7.

## Происхождение и родственные буквы
Восходит к финикийской букве зен, первоначально это слово означало «оружие». Наряду с буквой ﺯ от той же финикийской буквы происходят еврейская заин, сирийская зайн, греческая дзета, латинская Z.
От буквы зайн происходит персидская буква «жэ», ژ.